# Unione Sportiva Lecce
L'Unione Sportiva Lecce, nota semplicemente come Lecce (AFI: /ˈleʧʧe/), è una società calcistica italiana di Lecce. Milita in Serie A, massima serie del campionato italiano di calcio.
L'attuale sodalizio, costituito dalla fusione tra i club locali della FBC Juventus e del Gladiator, fa risalire la propria origine al 1908, anno di fondazione del primo club cittadino, lo Sporting Club Lecce, attivo fino al 1923. I colori ufficiali del club sono il giallo e il rosso; il suo simbolo è una lupa che si trova sotto il leccio, emblema della città di Lecce. La squadra disputa le proprie gare interne allo stadio Via del mare, che, inaugurato nel 1966 e ammodernato nel 1985, ha una capienza di 40 670 posti, di cui attualmente 31 461 omologati. Dal 2015 la proprietà del club appartiene ad un gruppo di soci guidati da Saverio Sticchi Damiani, attuale presidente.
Terzo club dell'Italia meridionale peninsulare per numero di campionati disputati nelle prime due serie professionistiche, al 2025-2026 conta 20 partecipazioni alla Serie A, categoria nella quale ha esordito nella stagione sportiva 1985-1986, e 29 partecipazioni alla Serie B, categoria in cui ha debuttato nella stagione sportiva 1929-1930. Il miglior piazzamento del Lecce in massima serie è il nono posto, raggiunto nel campionato 1988-1989. La squadra ha vinto una Coppa Ali della Vittoria come prima classificata nel campionato di Serie B 2009-2010, una Coppa Nexus come prima classificata nel campionato di Serie B 2021-2022 e una Coppa Italia di Serie C nel 1975-1976, mentre in ambito internazionale ha vinto una Coppa Italo-Inglese Semiprofessionisti nel 1976.
Figura al 23º posto nella graduatoria dei club italiani per tradizione sportiva e, tra i club che hanno militato in Serie A, occupa il 24º posto nella classifica perpetua dal 1929.

## Storia

Il Lecce 1929-1930, che disputò la prima stagione in Serie B.

Il 15 marzo 1908 nasce lo Sporting Club Lecce, attivo nell'atletica, nel ciclismo e nel calcio. Il primo presidente del club è, nel corso di quell'anno, Francesco Marangi. Nel 1922 lo Sporting partecipa (nel girone pugliese) al campionato nazionale di Seconda Divisione, in cui si aggiudica la prima promozione nella storia del calcio leccese. Nel 1923 partecipa alla Prima Divisione. Con l'avvento del fascismo, il 16 settembre 1927 nasce l'US Lecce dalla fusione di FBC Juventus, SC Lecce e Gladiator. I colori adottati dalla nuova società sono il bianco e il nero, che lasciano spazio al giallo e al rosso nel 1929, quando i giallorossi ottengono la promozione in Serie B per la prima volta nella loro storia. Tra gli anni trenta e gli anni quaranta il club sospende più volte l'attività. Tornato in Serie B nel 1946, dopo tre anni di cadetteria, dal 1949 attraversa una fase di crisi, che ha l'apice nel 1955 con la retrocessione in IV Serie, da cui i giallorossi risaliranno in C nel 1958.
I salentini, spostatisi nel 1966 allo stadio Via del mare, risalgono in seconda serie al termine dell'annata 1975-1976, vincendo campionato, Coppa Italia di Serie C, nella cui finale superano per 1-0 il Monza, e Coppa Italo-Inglese Semiprofessionisti, dopo aver ribaltato con un 4-0 la sconfitta esterna rimediata contro lo Scarborough (1-0 in Inghilterra). In questo periodo la compagine leccese stabilisce una serie di primati per la categoria e anche alcuni record assoluti, come quello del 1974-1975, quando il portiere Emmerich Tarabocchia resta imbattuto per 1791 minuti, tuttora record italiano nelle prime tre categorie del campionato.

Il Lecce del 1975-1976, artefice del treble minore composto dal campionato di Serie C, dalla Coppa Italia Semiprofessionisti e dalla Coppa Italo-Inglese Semiprofessionisti.

Dopo alcune salvezze sofferte in serie cadetta nei primi anni ottanta, nella stagione 1983-1984, sotto la guida di Eugenio Fascetti, la squadra del presidente Franco Jurlano si piazza al quarto posto in un torneo segnato dalla tragica scomparsa in un incidente automobilistico, il 2 dicembre 1983, dei calciatori giallorossi Michele Lorusso e Ciro Pezzella. Lorusso è tuttora il primatista di presenze del Lecce con 418 partite giocate in maglia giallorossa. La stagione 1984-1985 è quella della promozione in Serie A: in casa del Monza, il 16 giugno 1985, la partita termina 1-1, risultato che consente al Lecce di Fascetti di vincere il campionato insieme al Pisa, con 50 punti ottenuti in 38 partite, e di approdare per la prima volta in massima serie. Nel 1985-1986 il Lecce retrocede in cadetteria, ma alla penultima giornata, già retrocesso aritmeticamente, batte clamorosamente la Roma all'Olimpico (prima vittoria salentina in trasferta in Serie A), privandola dello scudetto, che va alla Juventus dopo la vittoria al Via del mare contro i salentini nel turno successivo.
Tra la metà degli anni ottanta e gli anni duemiladieci il Lecce fa la spola tra Serie B e Serie A, militando in un'occasione (1995-1996) in terza serie. Si segnala la stagione 1988-1989, quando, sotto la guida di Carlo Mazzone, i giallorossi ottengono la prima salvezza in Serie A e uno storico nono posto finale (31 punti). Retrocesso in Serie C1 nel 1995, nel biennio 1995-1997, sotto la guida di Gian Piero Ventura, il Lecce ottiene due promozioni consecutive, passando dalla terza alla massima serie nel giro di due anni, per poi retrocedere nuovamente nel 1998 e ottenere una nuova promozione in A l'anno dopo. Nei primi anni duemila il club salentino continua l'altalena tra A e B: nella stagione 2004-2005, in Serie A, sotto la guida di Zdeněk Zeman, chiude all'11º posto con il secondo miglior attacco del campionato (sempre in quella stagione è il club che, per la prima volta nella storia della Serie A, non retrocede pur avendo la difesa più battuta del campionato).
Nella stagione 2009-2010, per la prima volta nella propria storia, il club salentino vince il campionato di Serie B e alza al cielo la Coppa Ali della Vittoria. Dopo due stagioni in Serie A, al termine dell'annata 2011-2012 il Lecce, retrocesso in Serie B sul campo, viene declassato in Lega Pro Prima Divisione per illecito sportivo; poco dopo la proprietà del club passa, dopo 18 anni, dalla famiglia Semeraro alla famiglia Tesoro, la cui gestione dura tre anni segnati da vani tentativi di promozione in serie cadetta, più volte sfiorata dai giallorossi. Rilevato nel 2015 dalla cordata di imprenditori leccesi guidata dall'avvocato Saverio Sticchi Damiani, il club ritrova la Serie B vincendo il campionato di Serie C nel 2017-2018. Nella stagione successiva, per la seconda volta nella propria storia, il Lecce riesce, sotto la guida di Fabio Liverani, nel doppio salto dalla Serie C alla Serie A, per poi scendere in serie cadetta. Nella stagione 2021-2022 i giallorossi vincono il campionato di Serie B, aggiudicandosi il trofeo Nexus e tornando in A. Seguono tre salvezze consecutive, record per la compagine salentina nella massima serie.

## Colori e simboli

### Colori
| Anni      | Colori                        | Denominazione         |
| --------- | ----------------------------- | --------------------- |
| 1908-1923 |                               | Sporting Club Lecce   |
| 1927-1928 |                               | Unione Sportiva Lecce |
| 1928-1932 |                               | Unione Sportiva Lecce |
| 1934-1935 | Unione Sportiva Pro Lecce     |                       |
| 1935-1936 | Dopolavoro Lecce              |                       |
| 1936-1938 | Associazione Sportiva Lecce   |                       |
| 1938-1939 | Associazione Calcistica Lecce |                       |
| 1939-1940 | Unione Sportiva Pro Lecce     |                       |
| dal 1940  | Unione Sportiva Lecce         |                       |

I colori della squadra salentina sono attualmente il giallo e il rosso e sono stati utilizzati per la prima volta nel 1928, un anno dopo la nascita dell'Unione Sportiva Lecce, quando i colori sociali erano ancora il bianco e il nero. Per il vecchio Sporting Club Lecce, fondato nel 1908 fino al 1923, i colori erano il rosso e nero con pantaloncini bianchi e calzettoni neri, con una stella bianca cucita sulla parte sinistra della maglia.

Il Lecce del 1973-1974, con una divisa recante insoliti pantaloncini neri e calzettoni rossi.

### Simboli ufficiali

#### Stemma
Il simbolo del Lecce è la lupa che si trova sotto il leccio, albero tipico della Puglia; questo è anche il simbolo della città.
Gli stemmi che ha utilizzato la società hanno subito trasformazioni nel tempo. Nei primi anni di vita, lo Sporting Club Lecce indossava una maglietta a strisce rosse e nere, con una stella bianca cucita sulla parte sinistra della maglia. 
Successivamente si adottò un logo con l'aspetto di uno scudetto rosso, con il simbolo della città su sfondo bianco.
Lo storico stemma del Lecce, usato fino al 1981, presenta i colori sociali della società, ben visibili nel logo, che è metà giallo e metà rosso, con al suo interno il simbolo della città e un pallone di calcio.
Il successivo stemma (quello esistente nel periodo 1981-2001) raffigurava la classica lupa, nascosta dietro l'albero, con un pallone da calcio sotto una zampa. Questo logo era racchiuso in un cerchio, dove alla base dell'albero sono raffigurati i colori giallo e rosso.
L'attuale stemma societario è stato adottato per la prima volta nella stagione agonistica 2001-2002 ed è la sua versione più moderna. Ha una forma somigliante a quella di uno scudo, con sfondo blu scuro e bordino in oro, così come le scritte U.S. LECCE 1908 e la lupa, rappresentata nella parte centrale del simbolo.

Lo stemma in uso fino al 1981
Lo stemma in uso dal 1981 al 2001
Lo stemma in uso dal 2001 a oggi

#### Inno
Nella sua storia il Lecce ha avuto diversi inni. In occasione della prima storica promozione in Serie A furono composti tre brani, Lecce grande amore (vinile 33 giri del 1985), Lecce cha cha cha di Chaly Albert e Lecce è il cuore di Sparapano-Gemma, cantata da N. Missoni. Un altro storico inno è Arcu te pratu del cantautore leccese Bruno Petrachi, che ha composto anche, in onore del Lecce, le canzoni Forza Lecce, Lecce ... cuore mio, dedicata alla promozione in Serie A ottenuta al termine del campionato di Serie B 1996-1997, e Stornellando, dedicata alla promozione in Serie B ottenuta al termine del campionato di Serie C1 1995-1996. Sono, invece, cantati dal figlio Enzo Petrachi, fratello dell'ex calciatore Gianluca, i brani Forza Lecce miu e Grande Lecce Alé.
Dal 2001 al 2003 fu adottato l'inno Giallurussu dei Sud Sound System, inciso per la prima volta nel novembre del 1999. Il 26 agosto 2014 fu presentato in piazza Sant'Oronzo, a Lecce, un nuovo inno dei Sud Sound System, dal titolo Lu core pe tie scalpita, in uso per una sola stagione.
L'attuale inno ufficiale, riprodotto dai diffusori dello stadio, è quello realizzato nel 1999 da Sergio 'Gioy' Rielli, con il titolo Giallorossi per sempre, che è stato l'inno del Lecce dal 2003 al 2012, per poi tornare ufficialmente dalla stagione 2015-2016.

#### Mascotte
In passato la mascotte ufficiale dell'Unione Sportiva Lecce è stata Wolfy, un lupo in maglia giallorossa. Il lupo è, infatti, il simbolo storico sia della città salentina sia della squadra e compare sullo stemma societario. La mascotte in peluche esordì a bordo campo nelle partite casalinghe disputate al Via del mare dal 25 settembre 1999, in occasione del vittorioso match con la Juventus (2-0). Wolfy fu anche protagonista del Progetto Scuola, una serie di incontri tra calciatori giallorossi e scolaresche salentine.

## Strutture

Panorama dello stadio Via del mare di Lecce il 22 settembre 1985, giorno dell'esordio casalingo dei salentini in Serie A contro il (0-0).

### Stadio
Il Lecce gioca le partite casalinghe presso lo stadio Via del mare, situato nel capoluogo salentino lungo la via che conduce al mare, la strada statale 543 per San Cataldo. La capienza dello stadio è di 40 670 posti, di cui attualmente 31 559 omologati.
A causa della crescita del fenomeno della violenza negli stadi, negli anni 2000, per motivi di sicurezza, una parte della curva sud è stata chiusa e il numero dei posti omologati è stato ridotto a 36.827. Il 31 gennaio 2013, con la caduta del Lecce in Lega Pro, è stata chiusa la Curva Sud e sono stati ridotti i posti disponibili negli altri settori, per un totale di 14 287 posti omologati. Il 31 ottobre 2016 il numero di posti utilizzabili è stato aumentato a 20.373, con la riapertura della Curva Sud e l’utilizzo di ulteriori sub-settori, precedentemente interdetti al pubblico, della Tribuna Centrale Superiore e Inferiore. Dalla stagione 2019-2020, in seguito al ritorno in Serie A del club e a lavori di adeguamento e restyling della struttura, la capienza dello stadio è stata aumentata a 31 559 spettatori.
Nell'ospitare le partite del Lecce, il Via del mare sostituì lo stadio Carlo Pranzo, antico impianto intitolato alla memoria di un giovane leccese caduto durante la seconda guerra mondiale. In precedenza l'impianto era intitolato ad Achille Starace, il gerarca fascista che ne aveva voluto la costruzione nel 1924.
Il Via del mare fu inaugurato l'11 settembre 1966 con la partita amichevole Lecce-Spartak Mosca. Il 2 ottobre ospitò la prima partita tra squadre italiane (Lecce-Taranto 1-0). Con la prima storica promozione del Lecce in Serie A, nel 1985, venne parzialmente distrutto e ampliato a circa 55000 posti. La prima gara che si disputò nell'impianto fu Lecce-Torino (0-0) del 22 settembre 1985, valevole per la terza giornata del campionato di Serie A 1985-86.

### Centro di allenamento
La sede degli allenamenti della prima squadra è, stabilmente dal 2020, il golf resort di Acaya, frazione di Vernole. Occasionali sedute di allenamento vengono svolte presso il campo sportivo di San Pietro in Lama, a pochi chilometri dal capoluogo. 
Dal 2019 al 2020 il Lecce si è allenato presso il resort Ristoppia di Lequile, comprendente un'area polifunzionale con campi più piccoli, palestre, un campo in sintetico da calcio a 6 e un altro campo in erba naturale. In precedenza i giallorossi si sono allenati stabilmente a Calimera, Martignano e Squinzano.
Il settore giovanile si allena presso il centro sportivo Kick Off, situato a Castromediano, alle porte di Lecce. Il Kick Off è un impianto sportivo che ospita tutte l’attività del settore giovanile giallorosso e, all’occorrenza, anche a disposizione della prima squadra. È una struttura all’avanguardia, dotata di un campo da calcio in erba sintetica (con tribunetta), due da calcio a otto e tre da calcio a cinque, oltre a campi da paddle, palestra e pista di atletica.

## Società
La squadra di calcio maschile del Lecce, fondata il 15 marzo 1908 come associazione con il nome Sporting Club Lecce, è attualmente una società per azioni costituita il 25 maggio 1975 con la denominazione ufficiale Unione Sportiva Lecce, assunta fin dal 1940. La società, avente sede legale in via Colonnello Archimede Costadura 3 a Lecce e iscritta alla Camera di Commercio della stessa città, risulta avere, al 2024, 111 dipendenti e un capitale sociale di 2 174 000 euro.
Dal 1º luglio 2022 il club è controllato dall'avvocato italiano Saverio Sticchi Damiani, che esercita il controllo tramite il possesso a titolo personale del 54,6% del capitale del club. Il rimanente capitale azionario del 45,40% è suddiviso tra il Gruppo Boris Collardi (10,00%, tra i quali figurano come soci l'imprenditore indonesiano Alvin Sariaatmadja e lo svizzero Pascal Picci, già presidente di Sauber F1 Team), Luciano Barbetta (10,00%), Famiglia Carofalo (10,00%), Corrado Liguori (7,80%), la Winner Corporation s.r.l. (di cui fanno parte anche gli stessi Sticchi Damiani, Liguori e Carofalo, al 6,64%) e Alessandro Adamo (1,60%).
La società giallorossa è inoltre la capogruppo del "Gruppo U.S. Lecce S.p.A.", del quale fanno parte anche le seguenti controllate: M908 s.r.l. (al 60%) che si occupa di merchandising; S.S.D. A.R.L. Women Soccer (al 51 %) che si occupa della squadra femminile di calcio.
Il club è membro network dell'European Club Association (ECA), organismo privato che rappresenta le società calcistiche a livello europeo e riconosciuto dall'UEFA.
La sede sociale si trova dal 2016 al civico 3 di via Colonnello Archimede Costadura, nel capoluogo salentino. In precedenza, durante la presidenza di Franco Jurlano, la sede si trovava in viale Ugo Foscolo, poi, periodo della gestione di Giovanni Semeraro, fu ospitata per 18 anni in via Templari, nel centro di Lecce; infine, nel 2012, la sede fu trasferita in piazza Mazzini, dopo il passaggio delle quote societarie alla famiglia Tesoro.

### Organigramma societario
Il governo societario dell'Unione Sportiva Lecce S.p.A., al 2023, prevede un sistema tradizionale formato dall'assemblea degli azionisti, dal consiglio di amministrazione (CdA) e dal collegio sindacale. Il CdA, rinnovato nel 2022, è composto da nove membri, nominati dall'assemblea degli azionisti e indicati dai vari soci; Saverio Sticchi Damiani, maggiore singolo azionista, ricopre la carica di presidente del consiglio di amministrazione, assunta il 15 dicembre 2017, mentre Sandro Mencucci è l'amministratore delegato, nominato il 16 maggio 2022. Il collegio sindacale, rinnovato l'11 gennaio 2019, è composto da tre membri sempre indicati dai soci, dei quali Giuseppe Tamborrino assume il ruolo di presidente.
Dal sito internet ufficiale della società.
| Staff dell'area amministrativa - Saverio Sticchi Damiani - Presidente - Corrado Liguori - Vicepresidente - Sandro Mencucci - Amministratore delegato - Alessandro Adamo - Consigliere - Salvatore De Vitis - Consigliere - Paolo Del Brocco - Consigliere - Silvia Carofalo - Consigliere - Dario Carofalo - Consigliere - Pantaleo Corvino - Responsabile area tecnica - Stefano Trinchera - Direttore sportivo |

### Sponsor
Di seguito l'elenco degli sponsor tecnici e ufficiali del Lecce.
- 1978-1980: Puma
- 1980-1981: Pouchain
- 1981-1982: Ennerre
- 1982-1992: Adidas
- 1992-2013: Asics
- 2013-2018: Legea[38][39]
- 2018-oggi: M908[40]

### Impegno nel sociale
Il Lecce è attivo nel campo sociale e umanitario. In ambito sanitario ha stipulato una partnership con la fondazione Sandri per sensibilizzare alla donazione del sangue e supporta il progetto "IO POSSO", rivolto a persone affette da sclerosi laterale amiotrofica e altre disabilità motorie. Inoltre viene favorito l'ingresso allo stadio a disabili e disagiati, mettendo a disposizione biglietti gratuiti e ambulanze con assistenza medica, grazie alla collaborazione con l'associazione Emergenza Salento.
Il Lecce ha contribuito anche ad iniziative di solidarietà internazionale, collaborando con l'associazione umanitaria internazionale ActionAid, impegnata nella lotta alla fame e alla povertà nel mondo.
Nella stagione 2009-2010 i salentini, come sponsor ufficiale dalla 23ª alla 26ª giornata, hanno inserito sulle divise di gioco la dicitura: HAITI - SMS 48541, con il numero per gli aiuti dopo il terremoto del 2010.
Il club salentino ha collaborato anche all'affermazione della lealtà sportiva e lotta al razzismo, sostenendo l'associazione Imbriani non mollare.

### Settore giovanile

Roberto Rizzo, allenatore della Primavera del Lecce dal 2002 al 2006, ha vinto 2 campionati, 2 Coppe Italia e 2 Supercoppa di Lega.

Un giovane Antonio Conte con la maglia del Lecce.

Il settore giovanile del Lecce si compone di nove squadre: Primavera, Berretti, Under 17, Under 16, Under 15, Giovanissimi Regionali, Giovanissimi Provinciali, Esordienti e Pulcini.
La Primavera del Lecce si è aggiudicata 7 trofei: 3 campionati Primavera (nel 2002-2003 in finale contro l'Inter, nel 2003-2004 in finale sempre contro l'Inter e nel 2022-2023 in finale contro la Fiorentina), 2 Coppe Italia Primavera (nel 2001-2002 e nel 2004-2005) e 2 Supercoppe Primavera (nel 2004 contro la Juventus e nel 2005 contro la Roma). L'allenatore di quella squadra era Roberto Rizzo, anch'egli nato e cresciuto calcisticamente nel Lecce, alla guida della Primavera del 2002 al 2006 prima di venire promosso in prima squadra.
Tra gli allenatori della Primavera giallorossa, oltre a Rizzo si ricorda Antonio Toma, che alla guida della Berretti vinse nel campionato 2012-2013 ben 15 gare su 15, convincendo il presidente Savino Tesoro a chiamarlo in prima squadra il 21 gennaio 2013.
Nel settore giovanile del Lecce sono cresciuti molti importanti calciatori, che hanno trovato fortuna nella propria carriera. Tra gli altri si ricordano Franco Causio, campione del mondo nel 1982, Sergio Brio, Antonio Conte, Francesco Moriero, Cristian Ledesma, Mirko Vučinić, Valeri Božinov, Graziano Pellè e Patrick Dorgu. Molti di questi calciatori sono stati scoperti da Pantaleo Corvino, direttore sportivo del Lecce dal 1998 al 2005 e dal 2020. Corvino, segnalatosi come abile talent-scout, ha portato alla ribalta nazionale e internazionale giovani cresciuti nel vivaio giallorosso.
Tra i leccesi cresciuti nel Lecce, Conte esordì con i giallorossi in Serie A a 16 anni, il 6 aprile 1986, in Lecce-Pisa (1-1) del campionato 1985-1986, Moriero esordì con il Lecce in Serie B a 17 anni, il 15 marzo 1987, in Bari-Lecce (2-0) del campionato di Serie B 1986-1987, Andrea Esposito debuttò con i giallorossi a 17 anni, il 25 gennaio 2004, in Lecce-Lazio (0-1) del campionato di Serie A 2003-2004 e fece parte della pluridecorata formazione Primavera allenata da Rizzo, mentre Graziano Pellè militò nelle giovanili del Copertino dal 1995 al 2002, anno in cui si trasferì nella Primavera del Lecce guidata da Roberto Rizzo, per poi esordire con la prima squadra dei giallorossi l'11 gennaio 2004 in Lecce-Bologna (1-2) del campionato di Serie A 2003-2004.

### Sezione femminile
Dopo aver acquisito il controllo della società calcistica femminile ASD Salento Women Soccer, già attiva dal 2000, nella stagione 2019-2020 il club ha istituito una propria formazione calcistica femminile, la Women Lecce, iscritta al campionato di Serie C e militante anche nei campionati giovanili Under-17 e Under-15.

## Diffusione nella cultura di massa
Il Lecce ha trovato spazio in numerosi film e fiction che hanno fatto la storia del cinema e della televisione italiana.
Fra i più importanti si ricorda il celebre film Al bar dello sport, pellicola cult del 1983, con protagonisti Lino Banfi e Jerry Calà. Nella scena in cui Banfi ascolta alla radiolina i risultati della domenica, tra le varie partite si sente nominare anche Lecce-Pescara 2-0.
Si fa riferimento al Lecce anche in Benvenuti al Nord, commedia del 2012 diretta da Luca Miniero, con Claudio Bisio e Alessandro Siani. In una scena ambientata a casa di Alberto (Claudio Bisio), questi cerca di sentire la partita Milan-Lecce alla radio, mentre il suo amico napoletano Mattia Volpe (Alessandro Siani) guarda Napoli-Juventus sul divano con Chicco, il figlio di Alberto (la partita è del 9 gennaio 2011, vinta per 3-0 dal Napoli con la tripletta di Edinson Cavani): a un certo punto viene fischiato un calcio di rigore per il Lecce, ma la trasmissione si interrompe, per poi riprendere in seguito con l'annuncio del vantaggio dei salentini.
In una puntata della popolare serie tv italiana I Cesaroni, Giulio (Claudio Amendola), Ezio (Max Tortora) e Cesare (Antonello Fassari) sono sul divano e si preparano a guardare la loro Roma, che gioca in trasferta a Lecce. La televisione inquadra lo stadio Via del mare dalla tribuna centrale, fornendo così un'ampia visione del campo da gioco.
Anche in Eccezzziunale veramente - Capitolo secondo... me, film del 2006 con Diego Abatantuono, si cita il Lecce, quando il camionista juventino detto "Tirzan" si sta recando con l'amico Beniamino al Via del mare per assistere a Lecce-Juventus, ma un incidente ne impedisce l'arrivo allo stadio.
Nel videogioco Captain Tsubasa V: Hasha no shōgō campione, del 1994, il personaggio principale, Oliver Hutton, gioca nel Lecce.
In ambito musicale numerosi sono le canzoni e gli inni dedicati al Lecce.

## Allenatori
Di seguito è riportato l'elenco degli allenatori del Lecce.
- 1927-1928  Felice Ferrero
- 1928-1930  Ferenc Plemich
- 1930-1931  Pietro Piselli
- 1931-1932  Viktor Laszlo
- 1936-1937  Ferenc Plemich
- 1938-1939  Giovanni Battista Rebuffo
- 1939-1941  Alferio Cubi
- 1941-1942  Ferenc Plemich
- 1942-1943  Giovanni Degni
- 1945-1946  Ferenc Hirzer (1ª-?ª)
 Ferenc Plemich (?ª-24ª)
- 1946-1947  Raffaele Anguilla (1ª-?ª)
 Giovanni Brezzi (?ª-34ª)
- 1947-1948  Guido Dossena (1ª-12ª)
 Raffaele Costantino (13ª-34ª)
- 1948-1949  Raffaele Costantino (1ª-14ª)
 Mario Magnozzi (15ª-32ª)
 Ferenc Plemich (33ª-42ª)
- 1949-1950  Cesare Migliorini (1ª-25ª)
 Italo Paterno (26ª-34ª)
- 1950-1951  Giovanni Brezzi
- 1951-1952  Felice Levratto (1ª-15ª)
 Pietro Magni (16ª-34ª)
- 1952-1953  Pietro Magni (1ª-11ª)
 Giovanni Degni (12ª-34ª)
- 1953-1954  Gino Vianello
- 1954-1955  Raffaele Costantino (1ª-20ª)
 Euro Riparbelli (21ª-34ª)
- 1955-1956  Cesare Gallea (1ª-8ª)
 Carmelo Russo (9ª-34ª)
- 1956-1957  Ambrogio Alfonso
- 1957-1958  Ambrogio Alfonso (1ª-16ª)
 Ugo Starace (17ª-30ª)
- 1958-1959  Gino Vianello
- 1959-1960  Ambrogio Alfonso
- 1960-1962  Dino Bovoli
- 1962-1963  Ulisse Giunchi (1ª-12ª)
 Piero Andreoli (13ª-34ª)
- 1963-1964  Piero Andreoli
- 1964-1965  Ambrogio Alfonso
- 1965-1966  Gino Vianello
- 1966-1967  Luigi Soffrido (1ª-10ª)
 Ambrogio Alfonso (11ª-12ª)
 Gianni Seghedoni (13ª-34ª)
- 1967-1968  Gianni Seghedoni
- 1968-1969  Ottorino Dugini (1ª-29ª)
 Eugenio Bersellini (30ª-38ª)
- 1969-1971  Eugenio Bersellini
- 1971-1972  Giuseppe Corradi
- 1972-1973  Giuseppe Corradi (1ª-30ª)
 Maino Neri (31ª-38ª)
- 1973-1974  Giacomo Losi
- 1974-1975  Nicola Chiricallo
- 1975-1976  Nicola Chiricallo (1ª-6ª)
 Mimmo Renna (7ª-38ª)
- 1976-1977  Mimmo Renna
- 1977-1978  Lamberto Giorgis
- 1978-1979  Pietro Santin
- 1979-1980  Bruno Mazzia
- 1980-1981  Bruno Mazzia (1ª-9ª)
 Gianni Di Marzio (10ª-38ª)
- 1981-1982  Gianni Di Marzio
- 1982-1983  Mario Corso
- 1983-1986  Eugenio Fascetti
- 1986-1987  Pietro Santin (1ª-28ª)
 Carlo Mazzone (29ª-38ª e spareggi)
- 1987-1990  Carlo Mazzone
- 1990-1991  Zbigniew Boniek
- 1991-1992  Alberto Bigon (1ª-18ª)
 Aldo Sensibile (19ª-24ª)
 Alberto Bigon (25ª-38ª)
- 1992-1993  Bruno Bolchi
- 1993-1994  Nedo Sonetti (1ª-11ª)
 Rino Marchesi (12ª-34ª)
- 1994-1995  Luciano Spinosi (1ª-11ª)
 Edoardo Reja (12ª-20ª)
 Piero Lenzi (21ª-38ª)
- 1995-1997  Gian Piero Ventura
- 1997-1998  Cesare Prandelli (1ª-18ª)
 Angelo Pereni (19ª-21ª)
 Nedo Sonetti (22ª-34ª)
- 1998-1999  Nedo Sonetti
- 1999-2001  Alberto Cavasin
- 2001-2002  Alberto Cavasin (1ª-20ª)
 Delio Rossi (21ª-34ª)
- 2002-2004  Delio Rossi
- 2004-2005  Zdeněk Zeman
- 2005-2006  Angelo Gregucci (1ª-5ª)
 Silvio Baldini (6ª-21ª)
 Roberto Rizzo (22ª-38ª)
- 2006-2007  Zdeněk Zeman (1ª-18ª)
 Giuseppe Papadopulo (19ª-42ª)
- 2007-2008  Giuseppe Papadopulo
- 2008-2009  Mario Beretta (1ª-27ª)
 Luigi De Canio (28ª-38ª)
- 2009-2011  Luigi De Canio
- 2011-2012  Eusebio Di Francesco (1ª-13ª)
 Serse Cosmi (14ª-38ª)
- 2012-2013  Franco Lerda (1ª-20ª)
 Antonio Toma (21ª-34ª)
 Elio Gustinetti (play-off)
- 2013-2014  Francesco Moriero (1ª-4ª)
 Franco Lerda (5ª-34ª e play-off)
- 2014-2015  Franco Lerda (1ª-18ª)
 Dino Pagliari (19ª-23ª)
 Alberto Bollini (24ª-38ª)
- 2015-2016  Antonino Asta (1ª-6ª)
 Piero Braglia (7ª-34ª e play-off)
- 2016-2017  Pasquale Padalino (1ª-36ª)
 Roberto Rizzo (37ª-38ª e play-off)
- 2017-2018  Roberto Rizzo (1ª-3ª)
 Primo Maragliulo (4ª)
 Fabio Liverani (5ª-38ª)
- 2018-2020  Fabio Liverani
- 2020-2021  Eugenio Corini
- 2021-2023  Marco Baroni
- 2023-2024  Roberto D'Aversa (1ª-28ª)
 Luca Gotti (29ª-38ª)
- 2024-2025  Luca Gotti (1ª-12ª)
 Marco Giampaolo (13ª-38ª)
- 2025-  Eusebio Di Francesco

## Presidenti
Di seguito è riportato l'elenco dei presidenti del Lecce.
- 1927-1928  Luigi Lopez y Royo
- 1928-1929  L. Fanelli
- 1929-1930  Manfredo Tana
- 1930-1931  N. Nanucchi
- 1931-1932  Nino Adilardi
- 1936-1937  Valdimiro Bolognini
 Michele Carofiglio
- 1937-1938  Mario Sforza
- 1938-1939  Giuseppe Giorgino
- 1939-1942  Paolo Tuzzo
- 1942-1943  Umberto Giorgino
- 1945-1946  Vito Gemma
- 1946-1948  R. Bertelli
- 1948-1949  V. Battistelli
- 1949-1950  Vito Gemma
- 1950-1951  Mario Capozza
- 1951-1953  M. Chiatante
- 1953-1956  U. Proto
- 1956-1957  F. Laudisa
- 1957-1958  Ennio Bonea
- 1958-1960  U. De Palma
- 1960-1961  Gennaro Ventura
- 1961-1963  L. Esposito
- 1963-1966  G. Del Piano
- 1966-1971  Marcello Indraccolo
- 1971-1975  Luigi Solombrino
- 1975-1976  Antonio Rollo
- 1976-1994  Franco Jurlano
- 1994-1995  Giuseppe Bizzarro
- 1995-2002  Mario Moroni
- 2002-2005  Quirico Semeraro
- 2005-2006 carica vacante
- 2006-2010  Giovanni Semeraro
- 2010-2011  Pierandrea Semeraro
- 2011-2012  Isabella Liguori
- 2012-2015  Savino Tesoro
- 2015-2017  Enrico Tundo
- 2017-  Saverio Sticchi Damiani

## Calciatori

### Capitani
La lista dei capitani del Lecce.

Carmelo Miceli, capitano della prima promozione in A.

- Eugenio Bersellini (1966-1968)
- Aldo Lucci (1968-1969)
- Giuseppe Materazzi (1971-1975)
- Costantino Fava (1975-1977)
- Danilo Mayer (1977-1978)
- Aldo Nardin (1978-1980)
- Sergio Magistrelli (1980-1983)
- Carmelo Miceli (1983-1987)
- Juan Barbas (1987-1990)
- Pedro Pasculli (1990-1992)
- Paolo Benedetti (1992-1993)
- Giampaolo Ceramicola (1993-1995)
- Francesco Zanoncelli (1995-1997)
- Francesco Palmieri (1997-1998)
- Fabrizio Lorieri (1998-1999)
- William Viali (1999-2001)
- Alessandro Conticchio (2001-2002)

Juan Barbas, capitano del Lecce dal 1987 al 1990.

- Luigi Piangerelli (2002-2003)
- Max Tonetto (2004)
- Cristian Ledesma (2004-2006)
- Guillermo Giacomazzi (2006-2007)
- Andrea Zanchetta (2007-2009)
- Guillermo Giacomazzi (2009-2013)
- Fabrizio Miccoli (2013-2015)
- Romeo Papini (2015-2016)
- Franco Lepore (2016-2018)
- Marco Mancosu (2018-2021)
- Fabio Lucioni (2021-2022)
- Morten Hjulmand (2022-2023)
- Gabriel Strefezza (2023-2024)
- Alexis Blin (2024)
- Federico Baschirotto (2024-)

### Vincitori di titoli

Pedro Pasculli, campione del mondo con l'Albiceleste nel 1986.

Pedro Pasculli, durante la sua militanza nel Lecce, si è laureato, a Messico 1986, campione del mondo con la nazionale argentina capitanata da Diego Armando Maradona. Ha realizzato il gol decisivo agli ottavi di finale del mondiale (Argentina-Uruguay 1-0). Con l'Argentina conta 20 presenze e 5 reti e nel 1987 ha disputato la Coppa America.
Campioni del mondo
- Pedro Pasculli (Messico 1986)

Campioni europei Under-21
- Cesare Bovo (Germania 2004)

### Contributo alle nazionali

#### Nazionale italiana
Questa sezione riporta un elenco dei calciatori italiani convocati nella nazionale maggiore e nazionale Under-21 durante la loro militanza nel Lecce.
Il primo calciatore del Lecce a ottenere la convocazione in nazionale maggiore fu Marco Cassetti, che esordì in maglia azzurra nell'amichevole giocata allo Stadio Euganeo di Padova contro l'Islanda il 30 marzo 2005. Lo stesso CT azzurro Marcello Lippi convocò il giallorosso Vincenzo Sicignano come terzo portiere nella gara contro la Moldavia, disputata a Lecce il 12 ottobre 2005. Vanta una convocazione in nazionale anche il salentino (e giocatore del Lecce) Andrea Esposito, chiamato da Lippi per la partita amichevole contro l'Irlanda del Nord del 6 giugno 2009, nella quale non fu impiegato.
Per quello che riguarda gli azzurrini, fra i giocatori del Lecce con più presenze figura Cesare Bovo, che ha fatto parte della nazionale Under-21, di cui è stato anche capitano, vincendo il campionato europeo Under-21 del 2004, nel quale ha anche segnato il gol del momentaneo 2-0 in finale contro la Serbia e Montenegro.
Di seguito sono riportati i nomi dei calciatori che hanno vestito la maglia della nazionale italiana durante la militanza nel Lecce, con accanto indicati il numero di presenze e reti in nazionale.
Nazionale maggiore

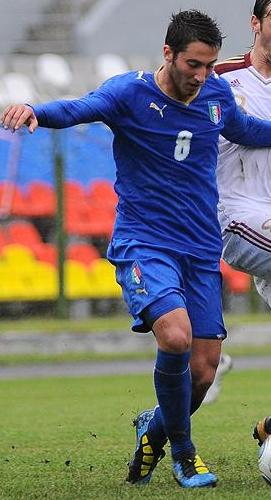
Andrea Bertolacci con la maglia dell'Under-21 azzurra. Ha giocato nel Lecce dal 2010 al 2012.

- Marco Cassetti (3 convocazioni, 2 presenze, 2005)
- Vincenzo Sicignano (1 convocazione, 2005)
- Andrea Esposito (1 convocazione, 2009)
- Wladimiro Falcone (1 convocazione, 2023)

Nazionale Under-21
| - Lorenzo Colombo, 8 presenze, 3 gol - Giulio Donati, 8 presenze - Cesare Bovo, 7 presenze, 1 gol - Andrea Bertolacci, 7 presenze, 1 gol - Luigi Garzya, 7 presenze - Pierluigi Orlandini, 6 presenze - Marco Amelia, 5 presenze - Giampiero Maini, 5 presenze - Marco Baroni, 5 presenze - Guido Marilungo, 3 presenze, 1 gol - Jonathan Bachini, 3 presenze - Alberto Di Chiara, 2 presenze | - Graziano Pellè, 2 presenze - Alessandro Plizzari, 2 presenze - Andrea Rispoli, 2 presenze - Alessio Scarchilli, 2 presenze - Antonio Conte, 1 presenza - Francesco Moriero, 1 presenza - Massimo Margiotta, 1 presenza - Giacomo Cipriani, 1 presenza - Matteo Ferrari, 1 presenza - Erminio Rullo, 1 presenza - Antonino Gallo, 1 presenza |

Nazionale Under-23
- Simone Altobelli, (3 presenze)

Nazionale militare
- Pietro De Santis (3 presenze)

#### Altre nazionali
L'elenco che segue indica tutti i giocatori stranieri che contano almeno una presenza nelle proprie rispettive nazionali maggiori durante la loro militanza nel Lecce. I nomi in grassetto indicano i giocatori ancora in militanza nel Lecce.
- Medon Berisha (C)[57]
- Kastriot Dermaku (D)[58]
- Ledian Memushaj (C)[59]
- Ylber Ramadani (C)[60]
- Kialonda Gaspar (D)[61]
- Djamel Mesbah (C)[62]
- Ahmed Touba (D)[63]
- Juan Barbas (C)[64]
- Pedro Pasculli (A)[65]
- Mazinho (C)[66]
- Valeri Bojinov (A)[67]
- Jaime Valdés (A)[68]
- Juan Cuadrado (A)[69]
- Luis Muriel (A)[70]
- Giannelli Imbula (C)[71]
- Patrick Dorgu (C)[72]
- Saša Bjelanović (A)[73]
- Marin Pongračić (D)[74]
- Davor Vugrinec (A)[75]

- Aleksej Erëmenko (A)[76][77]
- Assan Ceesay (A)[78]
- Kwame Ayew (A)[79]
- Mark Edusei (C)[80][81]
- Brynjar Ingi Bjarnason (D)[82]
- Þórir Jóhann Helgason (C)[83]
- Dejan Govedarica (C)[84]
- Boban Nikolov (C)[85]
- Lassana Coulibaly (C) [86]
- Souleymane Diamoutene (D)[87]
- Nikola Krstović (A)[88]
- Mirko Vučinić (A)[89]
- Vitorino Antunes (D)[90]
- Romario Benzar (D)[91]
- Gheorghe Popescu (D)[92]

- Nenad Tomović (D)[93]
- Rodney Strasser (C)[94]
- Martin Petráš (D)[95]
- Sebastjan Cimirotič (A)[96]
- Žan Majer (C)[97]
- David Sesa (A)[98]
- Hamza Rafia (C)[99]
- Karim Saidi (D)[100]
- Jevhen Šachov (C)[101]
- István Vincze (A)[102]
- Sergej Alejnikov (C)[103]
- Ernesto Chevantón (A)[104]
- Guillermo Giacomazzi (C)[105]
- Gabriel Cichero (D)[106][107]
- Lameck Banda (A)[108]

## Palmarès

### Competizioni internazionali
- Coppa Italo-Inglese Semiprofessionisti: 1

1976

### Competizioni giovanili
- Campionato Primavera: 3

2002-2003, 2003-2004, 2022-2023
- Coppa Italia Primavera: 2

2001-2002, 2004-2005
- Supercoppa Primavera: 2

2004, 2005
- Coppa Giovanissimi Professionisti: 1

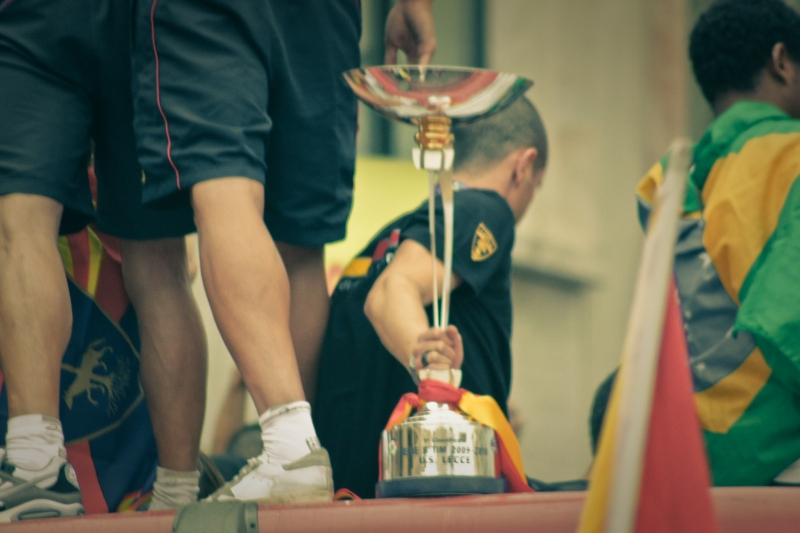
La Coppa Ali della Vittoria vinta dal Lecce nel campionato di Serie B 2009-2010

1999-2000

### Altre competizioni
- Serie B: 2

2009-2010, 2021-2022
- Coppa Italia Serie C: 1

1975-1976
- Serie C: 3

1945-1946 (girone E), 1975-1976 (girone C), 2017-2018 (girone C)
- Serie C1: 1

1995-1996 (girone C)
- Prima Divisione: 1

1928-1929 (campionato meridionale)
- Seconda Divisione: 1

1921-1922

## Statistiche e record

### Partecipazione ai campionati
| Livello | Categoria                | Partecipazioni | Debutto   | Ultima stagione | Totale |
| ------- | ------------------------ | -------------- | --------- | --------------- | ------ |
| 1º      | Prima Divisione          | 1              | 1922-1923 | 1922-1923       | 20     |
| 1º      | Serie A                  | 19             | 1985-1986 | 2024-2025       | 20     |
| 2º      | Seconda Divisione        | 1              | 1921-1922 | 1921-1922       | 30     |
| 2º      | Serie B                  | 29             | 1929-1930 | 2021-2022       | 30     |
| 3º      | Seconda Divisione        | 1              | 1927-1928 | 1927-1928       | 41     |
| 3º      | Prima Divisione          | 1              | 1928-1929 | 1928-1929       | 41     |
| 3º      | Serie C                  | 33             | 1936-1937 | 2017-2018       | 41     |
| 3º      | Serie C1                 | 1              | 1995-1996 | 1995-1996       | 41     |
| 3º      | Lega Pro Prima Divisione | 2              | 2012-2013 | 2013-2014       | 41     |
| 3º      | Lega Pro                 | 3              | 2014-2015 | 2016-2017       | 41     |
| 4º      | IV Serie                 | 3              | 1955-1956 | 1957-1958       | 3      |

Il Lecce ha disputato 86 stagioni sportive a livello nazionale; ha militato per 2 stagioni nel Direttorio Divisioni Inferiori Sud (C). Il Lecce sospese qualsiasi attività tra il 1932 e il 1934.

### Statistiche di squadra
Il Lecce ha disputato 86 stagioni sportive a livello nazionale (dal 1908 al 1927 la squadra si chiamava Sporting Club Lecce). Le attività sono state sospese tra il 1943 e il 1944 per la guerra.
Nella classifica della tradizione sportiva, che tiene conto di tutte le 67 squadre di calcio che hanno militato almeno una volta nella massima serie nazionale, il Lecce si colloca al 23º posto in Italia con 555 punti, quinta società del Mezzogiorno d'Italia in ordine di graduatoria; nella classifica perpetua nazionale si piazza al 24º posto, quinta società del Mezzogiorno d'Italia in ordine di graduatoria.

Il Lecce nella stagione 1985-1986, all'esordio in Serie A.

L'esordio del Lecce in Serie A risale alla stagione 1985-1986, mentre l'esordio in Serie B è avvenuto nella stagione 1929-1930. La squadra conta 18 partecipazioni al campionato di Serie A, l'ultima delle quali nella stagione 2023-2024. Il miglior piazzamento in Serie A è il 9º posto della stagione 1988-1989. Il maggior numero di punti del Lecce in Serie A (44) è invece risalente al campionato 2004-2005. I peggiori piazzamenti in massima serie sono il 18º posto della stagione 1993-1994 (campionato a 18 squadre) e il 20º posto della stagione 2008-2009 (campionato a 20 squadre). Il minor numero di punti ottenuti è 11 (quando la formula dei punti era di due a vittoria e non tre), totalizzati nella stagione 1993-1994.
A livello internazionale il Lecce ha vinto nel 1976 la Coppa Italo-Inglese Semiprofessionisti, superando la squadra inglese dello Scarborough in due gare (sconfitta per 1-0 all'andata in trasferta e vittoria per 4-0 al ritorno in casa). Tale competizione metteva di fronte i vincitori della Coppa Italia Semiprofessionisti (oggi Coppa Italia Serie C) e della Football Conference inglese (oggi National League).
Nella stagione 1994-1995 i giallorossi hanno partecipato alla Coppa Anglo-Italiana, venendo eliminati nella fase a gironi.
Serie A
- Stagioni disputate: 19
- Miglior piazzamento: 9º posto (1988-89)

Serie B
- Campionati vinti: 2
- Promozioni in Serie A: 10

Serie C / Serie C1 / Lega Pro Prima Divisione / Lega Pro / Prima Divisione
- Campionati vinti: 5
- Promozioni in Serie B: 5

Coppa Italia
- Miglior piazzamento: Ottavi di finale (1990-91, 1995-96, 1997-98, 1998-99, 2000-01, 2004-05 e 2021-22)

Coppa Anglo-Italiana
- Miglior piazzamento: Fase a gironi (1994-95)

Coppa Italo-Inglese Semiprofessionisti
- Miglior piazzamento: Vincitore (1975-1976)

Coppa Italia di Serie C
- Miglior piazzamento: Vincitore (1975-76)

Coppa Italia Lega Pro
- Miglior piazzamento: Semifinale (2012-13)

Supercoppa di Serie C
- Miglior piazzamento: 3º posto (2017-18)

Record di punti
- 83 nel campionato 2007-2008

### Statistiche individuali

Michele Lorusso, il giocatore con il maggior numero di presenze nel Lecce, 418.

Il primatista di presenze con la maglia del Lecce è Michele Lorusso, con 418 gare disputate in maglia giallorossa. Subito dietro Lorusso figura Guillermo Giacomazzi, con 316 presenze. Seguono Carmelo Miceli (291), Ruggero Cannito (249), Giuseppe Materazzi (228), Salvatore Di Somma (222) e Pedro Pablo Pasculli (214). L'uruguaiano Giacomazzi è attualmente il giocatore più presente in Serie A con la maglia del Lecce, con 197 gare in massima divisione.

Anselmo Bislenghi, con 87 reti è il miglior realizzatore di sempre del Lecce.

Considerando le sole gare di campionato (play-off esclusi), il migliore cannoniere del Lecce è Anselmo Bislenghi, autore di 87 gol in 163 presenze (nella stagione 1951-1952 realizzò ben 32 reti in 34 gare, laureandosi capocannoniere della Serie C). Il secondo bomber in questa classifica è, con 67 gol, Franco Cardinali, che ha formato insieme a Bislenghi la coppia più prolifica nella storia del Lecce. A seguire Pietro De Santis (57), mentre al quarto posto figura l'uruguaiano Ernesto Chevantón, che ha realizzato con il Lecce 53 gol in 116 presenze. Chevantón è inoltre il miglior marcatore del Lecce in Serie A con 32 reti e detentore del record di gol segnati in una singola stagione in massima serie (19 nel -2003-2004) insieme a Mirko Vučinić, che eguagliò il record dell'uruguaiano nel 2004-2005.
Il portiere Emmerich Tarabocchia detiene attualmente il record italiano di imbattibilità nelle prime tre categorie (1790 minuti), stabilito con il Lecce nel campionato di Serie C 1974-1975.
Di seguito sono i primi 10 giocatori per presenze e reti, relativi ai soli campionati disputati dal Lecce. In grassetto eventuali giocatori ancora in attività con la maglia giallorossa.
Dati aggiornati al 1º settembre 2023 e relativi al solo campionato.
| Record di presenze - 418 Michele Lorusso (1970-1983) - 312 Guillermo Giacomazzi (2001-2007, 2008-2013) - 291 Carmelo Miceli (1977-1987) - 249 Ruggero Cannito (1975-1984) - 228 Giuseppe Materazzi (1968-1975) - 222 Salvatore Di Somma (1968-1975) - 214 Pedro Pasculli (1985-1992) - 205 Angelo Maccagni (1955-1962) - 190 Luigi Piangerelli (1997-2004) - 183 Angelo Cesana (1966-1973) | Record di reti - 87 Anselmo Bislenghi (1950-1955) - 67 Franco Cardinali (1948-1953, 1955-1956) - 57 Pietro De Santis (1945-1948, 1951-1953, 1956-1957) - 53 Ernesto Chevantón (2001-2004, 2010-2011, 2012-2013) - 52 Pedro Pasculli (1985-1992) - 50 Aurelio Pavesi De Marco (1945-1947) - 49 Gaetano Montenegro (1974-1978) - 48 Marco Mancosu (2016-2021) - 44 Luigi Silvestri (1947-1950) - 43 Guillermo Giacomazzi (2001-2007, 2008-2013) |

## Tifoseria
Secondo un'indagine condotta e pubblicata annualmente da due società specializzate in sondaggi e ricerche di mercato, la StageUp e la Ipsos, al 2023 la squadra poteva contare in Italia su un seguito stimato in circa 288 000 tifosi in Italia, un dato in netta crescita rispetto alla rilevazione precedente del 2022.
La tifoseria giallorossa ha contribuito a una percentuale di riempimento dello stadio Via del mare dell'83,81% nel girone d'andata della stagione 2023-2024. La migliore media di pubblico stagionale per la squadra, in campionato, fu registrata nell'annata 1985-1986, annata del debutto assoluto in Serie A per il club, quando in media al Via del mare furono presenti 32 071 spettatori per gara. Il primato di abbonamenti stagionali in campionato per il club, con 21 247 tessere, risale alla stagione 2023-2024.

### Storia
(Serse Cosmi sull'esperienza leccese)

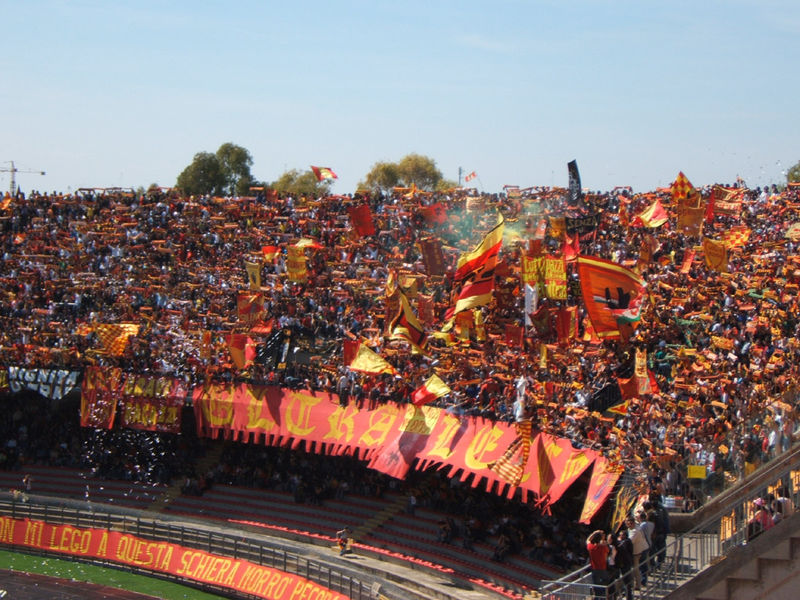
Tifosi della curva nord del Via del mare durante la partita Lecce-Lazio (5-3) del 1º maggio 2005.

Il Lecce è molto popolare in tutto il Salento. Sostengono la squadra anche i numerosi emigranti salentini residenti nell'Italia centrale e settentrionale o all'estero.
La sede storica dei sostenitori organizzati del Lecce, gli Ultrà Lecce (gruppo ultras nato nel 1996), è la curva nord dello stadio Via del mare, la parte più passionale della tifoseria giallorossa. Un altro gruppo storico è la Gioventù, che ha sede nella curva sud.
Memorabile rimane la trasferta al Riviera delle Palme di San Benedetto del Tronto l'8 luglio 1987 per lo spareggio valevole la promozione in Serie A contro il Cesena, con l'esodo di circa 10 000 sostenitori salentini. Lo spareggio premiò i romagnoli, che vinsero l'incontro per 2-1.
Il 18 settembre 2004 l'Unione Sportiva Lecce, nella persone dell'allora presidente Quirico Semeraro, dedicò la maglia numero 12 ai supporter salentini. La maglia fu consegnata ai tifosi da tutta la squadra di quella stagione, capitanata da Cristian Ledesma. I tifosi del Lecce rappresentano simbolicamente il dodicesimo uomo in campo.
In seguito alla retrocessione del club salentino in Serie B del 13 maggio 2012 maturata dopo la sconfitta a Verona contro il Chievo, i tifosi del Lecce non smisero di applaudire i giocatori che si trovavano sotto il settore ospiti del Bentegodi, in lacrime al termine della gara. L'episodio fu sottolineato da Dario Massara, telecronista di Sky, ed ebbe risalto sui media nazionali.

### Gemellaggi e amicizie

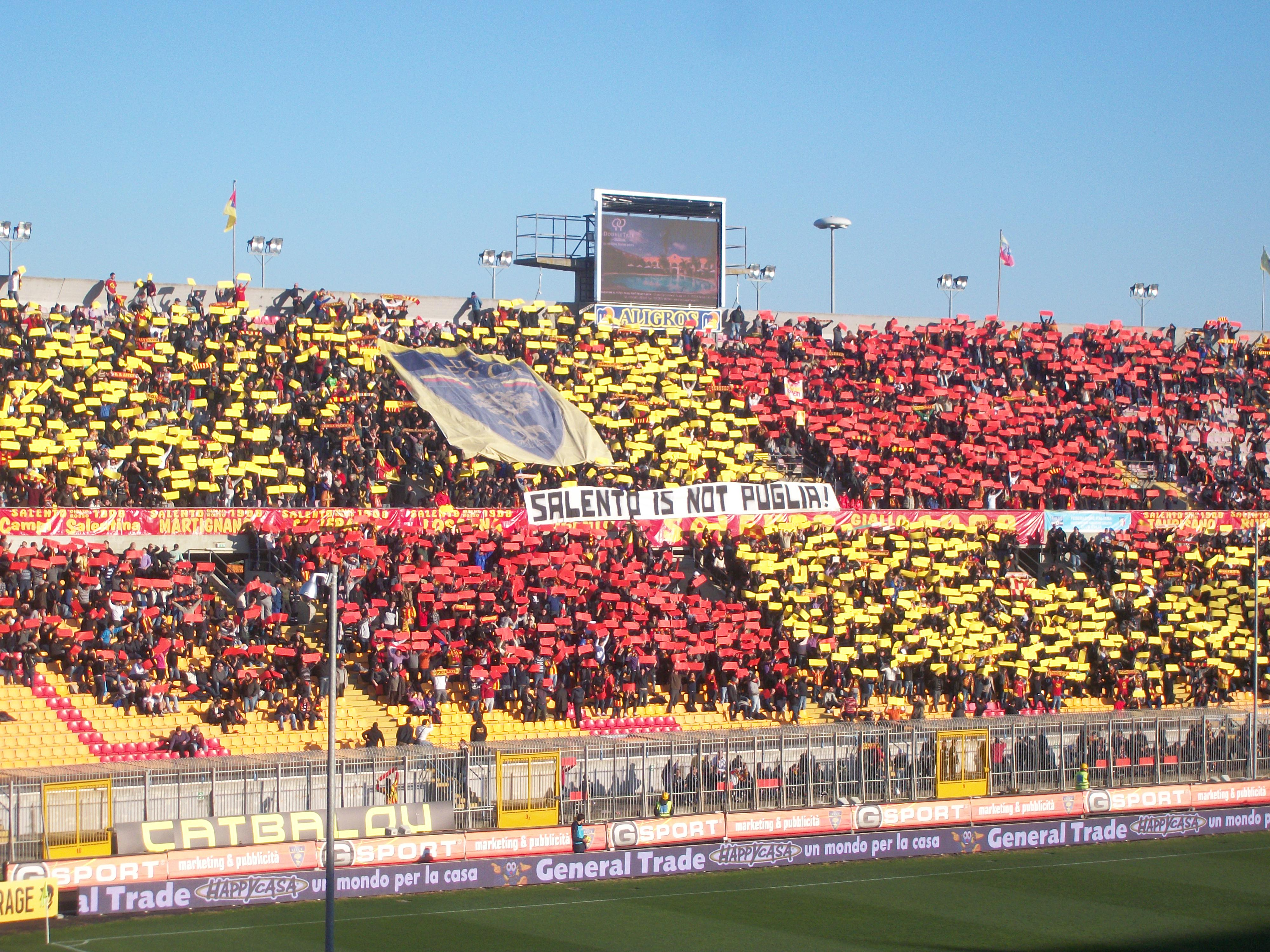
Coreografia della tribuna est del Via del mare in occasione del derby di Puglia contro il Bari del 6 gennaio 2011.

I tifosi del Lecce sono gemellati da molti anni con i tifosi del Palermo. Spesso in nome di tale vicinanza i tifosi delle due squadre espongono bandiere della compagine amica durante le partite. L'esempio più eclatante del grande gemellaggio tra i leccesi e i palermitani è l'ultima partita del campionato di Serie B 2002-2003, decisiva per la promozione in Serie A. La sfida, che vide i leccesi vittoriosi per 3-0 e promossi in Serie A, avrebbe potuto promuovere in massima serie anche i palermitani in caso di vittoria esterna: malgrado la sconfitta, i tifosi ospiti festeggiarono con i sostenitori avversari e il gemellaggio rimase intatto. Negli anni 1980 forte era il gemellaggio con il Taranto, che si ruppe in seguito al gemellaggio dei salentini con i supporter del Verona, finito però dopo breve tempo.
Rapporti di amicizia legano i tifosi giallorossi a quelli del Genoa. La simpatia reciproca nacque nella stagione 2010-2011 di Serie A, quando i giallorossi ebbero la meglio sull'altra squadra di Genova, la Sampdoria, che retrocesse in cadetteria.

### Rivalità
La rivalità sportiva più accesa riguarda il Bari, con il quale il Lecce gioca il cosiddetto derby di Puglia, disputatosi per la prima volta l'8 dicembre 1929 in Serie B a Lecce, dove la squadra di casa si impose sul Bari per 1-0. Da quel momento il derby si giocò in più occasioni anche in Serie C e Coppa Italia, ma soprattutto in Serie A. Il primo derby tra Lecce e Bari giocato nella massima serie risale al 27 ottobre 1985, quando, allo stadio della Vittoria di Bari, i padroni di casa si imposero per 2-0. L'ultimo derby giocato in massima serie risale al 15 maggio 2011, quando allo stadio San Nicola di Bari i salentini vinsero per 2-0 contro il Bari già retrocesso, festeggiando il raggiungimento della salvezza con un turno di anticipo rispetto alla fine del campionato di Serie A 2010-2011. La partita fu poi messa sotto inchiesta dalla giustizia sportiva, che emise delle condanne per illecito sportivo.
Altre rivalità sentite sono quelle con Napoli, Sampdoria, Torino, Salernitana, Pescara, Catania, Reggina, Cosenza, Nocerina, Casertana (Sampdoria, Salernitana e Reggina sono gemellate con il Bari). Le rivalità regionali, invece, riguardano il Taranto, il Brindisi, la Fidelis Andria e il Casarano.

## Organico

### Rosa 2025-2026
Aggiornata al 20 agosto 2025.
| N. |                           | Ruolo | Calciatore            |
| -- | ------------------------- | ----- | --------------------- |
| 1  | Germania (bandiera)       | P     | Christian Früchtl     |
| 3  | Irlanda (bandiera)        | D     | Corrie Ndaba          |
| 4  | Angola (bandiera)         | D     | Kialonda Gaspar       |
| 7  | Spagna (bandiera)         | A     | Tete Morente          |
| 8  | Tunisia (bandiera)        | C     | Hamza Rafia           |
| 10 | Albania (bandiera)        | C     | Medon Berisha         |
| 11 | Costa d'Avorio (bandiera) | A     | Konan N'Dri           |
| 13 | Cile (bandiera)           | D     | Matias Perez          |
| 14 | Islanda (bandiera)        | C     | Þórir Jóhann Helgason |
| 17 | Portogallo (bandiera)     | D     | Danilo Veiga          |
| 18 | Francia (bandiera)        | D     | Gaby Jean             |
| 19 | Zambia (bandiera)         | A     | Lameck Banda          |
| 20 | Albania (bandiera)        | C     | Ylber Ramadani        |
| 21 | Costa d'Avorio (bandiera) | D     | Christ-Owen Kouassi   |
| 22 | Italia (bandiera)         | A     | Francesco Camarda     |
| 23 | Italia (bandiera)         | A     | Riccardo Sottil       |
| 25 | Italia (bandiera)         | D     | Antonino Gallo        |
| 28 | Paesi Bassi (bandiera)    | C     | Olaf Gorter           |

| N. |                                 | Ruolo | Calciatore                   |
| -- | ------------------------------- | ----- | ---------------------------- |
| 29 | Mali (bandiera)                 | C     | Lassana Coulibaly            |
| 30 | Italia (bandiera)               | P     | Wladimiro Falcone (capitano) |
| 32 | Finlandia (bandiera)            | P     | Jasper Samooja               |
| 33 | Bulgaria (bandiera)             | P     | Plamen Penev                 |
| 36 | Polonia (bandiera)              | C     | Filip Marchwiński            |
| 44 | Portogallo (bandiera)           | D     | Tiago Gabriel                |
| 50 | Argentina (bandiera)            | A     | Santiago Pierotti            |
| 75 | Francia (bandiera)              | C     | Balthazar Pierret            |
| 77 | Francia (bandiera)              | C     | Mohamed Kaba                 |
| 80 | Bosnia ed Erzegovina (bandiera) | C     | Niko Kovač                   |
| 93 | Marocco (bandiera)              | C     | Youssef Maleh                |
|    | Paesi Bassi (bandiera)          | D     | Vernon Addo                  |
|    | Bulgaria (bandiera)             | D     | Cristian Pehlivanov          |
|    | Germania (bandiera)             | D     | Elijah Scott                 |
|    | Francia (bandiera)              | D     | Frédéric Guilbert            |
|    | Francia (bandiera)              | C     | Rémi Oudin                   |
|    | Italia (bandiera)               | A     | Pasquale Esposito            |

### Staff tecnico
Aggiornato al 2 luglio 2025.
Staff tecnico
- Eusebio Di Francesco - Allenatore
- Fabrizio Del Rosso - Allenatore in seconda
- Giampiero Pinzi - Collaboratore tecnico
- Nicola Caccia - Collaboratore tecnico
- Massimo Neri - Preparatore atletico
- Andrea Disderi - Preparatore atletico
- Michele Saccucci - Recupero infortunati
- Luigi Sassanelli - Preparatore portieri
- Lello Senatore - Preparatore portieri
- Stefano Romano - Match analyst